# 鄭林 (景泰進士)
鄭林（1416年—？），字伯森，浙江衢州府常山縣人，民籍，明朝政治人物。同進士出身。

## 生平
正統六年（1441年）辛酉科浙江鄉試第十三名。景泰二年（1451年）辛未科會試第二十八名，殿試登進士第三甲第二十三名。

## 家族
曾祖鄭逢原。祖父鄭彥通。父亲鄭文璀。